# 沪嘉乡
沪嘉乡，是中华人民共和国黑龙江省伊春市嘉荫县下辖的一个乡镇级行政单位。

## 行政区划
沪嘉乡下辖以下地区：
福民村、黎明村、青松村、福阳村、隆安村、新安村、晨光村和福庆村。